# Hippolyte Cloquet
Hippolyte Cloquet   (París, 10 de març de 1787 - París, 3 de març de 1840) va ser un metge i anatomista francès natural de París. Va ser germà del cirurgià Jules Germain Cloquet (1790–1883) i pare d'Ernest Cloquet (1818–1855), que era metge personal de Mohammad Shah Qajar de Pèrsia.
Va estudiar medicina a París, on es va doctorar el 1815. El 1823 es va convertir en membre de l'Académie de Médecine.
Cloquet va ser un pioner en el camp de la rinologia i el 1821 va publicar Osphrésiologie, ou traité des odeurs , que era un tractat exhaustiu que parlava de l'olfacte, les malalties del nas, les desviacions de l'envà, la rinoplàstia, etc. També va ser autor de «Traité d'anatomie descriptive», un influent text d'anatomia francès que va tenir sis edicions. La quarta edició d'aquest treball va ser traduïda a l'anglès per l'anatomista Robert Knox (1791–1862).
Cloquet també va fer contribucions en el camp de la zoologia, el seu tractat «Poissons et Reptiles» va ser inclòs al «Dictionnaire des Sciences Naturelles».
A l'ambit de la botànica, fou l'autor de la descripció vàlida de «Vetiveria odoratissima Bory ex Cloquet», nom tanmateix sinònim de «Chrysopogon zizanioides (L.) Roberty».